# Nefoscopio

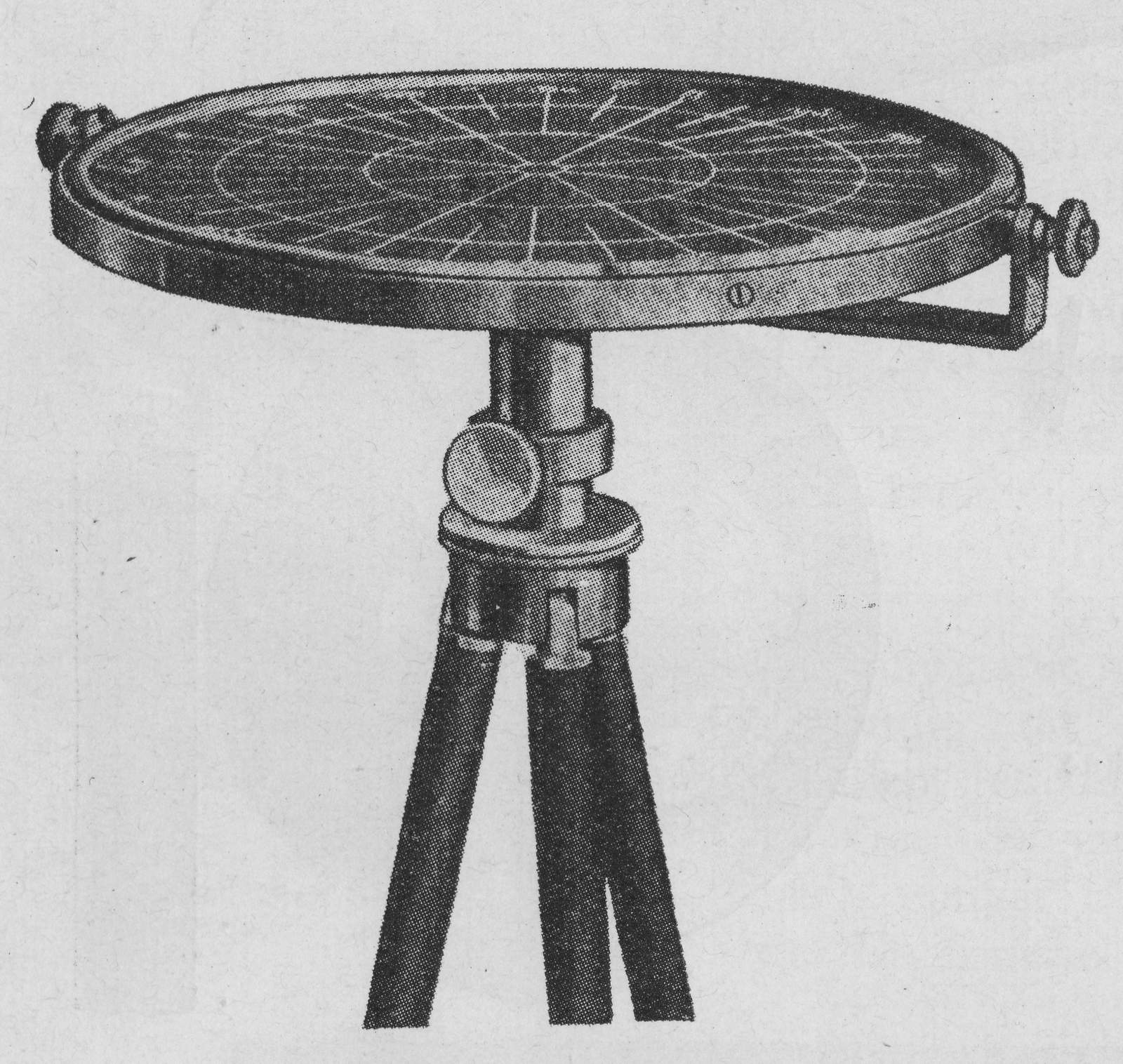
Nefoscopio

El nefoscopio es un instrumento para medir la altitud, la dirección y la velocidad de las nubes.

## Tipos
Existen varios tipos de nefoscopios:
- El nefoscopio de peine, desarrollado por el meteorólogo Louis Besson;
- El nefoscopio de espejo, desarrollado por Carl Gottfrid Fineman;
- El nefoscopio de rejilla, una variación desarrollada en Noruega del nefoscopio de peine.

Así mismo, también existe un nefoscopio ideado en 1894 por el inventor Mijaíl Pomórtsev en Rusia.

## Utilización
El nefoscopio se utiliza como referencia para medir las nubes y para conocer sus movimientos.
En los instrumentos modernos, se utiliza un rayo de luz (cuya velocidad es conocida) que se emite desde el nefoscopio hacia la base de las nubes, desde donde es reflejado de nuevo hacia el instrumento. El tiempo de viaje de la señal de recepción se utiliza para obtener la altura de las nubes. 
Distancia = v · (t1 + t2) / 2
siendo t1 y t2 los tiempos de ida y vuelta de la señal luminosa, y v la velocidad del rayo de luz en la atmósfera.